# 松木彦右衛門
4代 松木 彦右衛門（まつき ひこえもん、1851年（嘉永4年11月） - 1921年（大正10年）1月9日）は、明治から大正時代の政治家、銀行家、実業家。貴族院多額納税者議員。

## 経歴
弘前城下松森町（弘前松森町を経て現弘前市松森町）で酒造業・松木家に生まれる。1867年（慶応3年）以降、弘前藩御用達となり、ついで松前商社頭取となった。1894年（明治27年）弘前両益銀行を創立し頭取に就任。1898年（明治31年）弘前銀行取締役を経て、のち第4代頭取となる。
そののち弘前電燈発起人筆頭を経て、1899年（明治32年）10月、青森県多額納税者として貴族院議員に互選され、同年11月21日から務め、任期途中の1902年（明治35年）6月13日に辞職して、宮本甚兵衛にその職を譲った。松木は当選後2年で貴族院多額納税者議員を辞職すると約束していたが、期限が来ても議員に居座ったため大問題となった。